# Mesembrinella townsendi
Mesembrinella townsendi är en tvåvingeart som beskrevs av Guimaraes 1977. Mesembrinella townsendi ingår i släktet Mesembrinella och familjen spyflugor.
Artens utbredningsområde är Peru. Inga underarter finns listade i Catalogue of Life.